# Nikola Graovac
Nikola Graovac (Vrebac kraj Gospića, 29. svibnja 1907. — Oplenac kraj Topole, 16. siječnja 2000.) bio je srpski slikar kolorističkog ekspresionizma.

## Životopis
Rođen je u Lici, u selu Vrebac kod Gospića kao 14. i najmlađe dijete u obitelji Graovac. Osnovnu školu završio je u Vrepcu. Zbog teškog djetinjstva i neimaštine s 15 godina došao je u Beograd gdje je kao pečalbar mukotrpno radio kako bi preživio, a dio zarade slao je obitelji u Liku.
Slikarstvo je učio kod profesora Jovana Bijelića koji je u to vrijeme vodio najpoznatiju slikarsku školu u Beogradu. U Bijelićevom ateljeu počinje se usavršavati 1932. godine. Prvi put je izlagao na kolektivnoj izložbi 1933. godine, da bi već 1934. godine s još troje učenika Bijelićeve škole (Danica Antić, Aleksa Čelebonović i Jurica Ribar) napravio zajedničku izložbu koja je naišla na izvanredan prijem kod publike i likovne kritike. Ova grupa umjetnika je kasnije popularno nazvana "Četvorica". Prvu samostalnu izložbu Graovac je imao 1935. godine u Umjetničkom paviljonu "Cvijeta Zuzorić" u Beogradu. Sa slikarskom grupom "Oblik" izlagao je 1938. godine iako nije bio njihov službeni član, a sa svojom grupom "Desetorica" (Bogdan Šuput, Jurica Ribar, Danica Antić, Dušan Vlajić, Ljubica Cuca Sokić, Bora Grujić, Milivoje Nikolajević, Stojan Trumić i Aleksa Čelebonović) izlagao je 1940. godine u Beogradu i Zagrebu. Godine 1975. doselio se u Šumadiju, blizinu Oplenca, gdje nastavlja slikati tamošnje pejzaže i predjele iz rodnog kraja. Posljednja njegova samostalna izložba bila je 1998. godine u galeriji ULUS u Beogradu.
Opus mu broji oko 10.000 slika. Najviše je slikao pejzaže, portrete, ljudske figure i mrtvu prirodu.

## Galerija
- Lika u plamenu
- Predeo sa crkvom
- U enterijeru pred prozorom
- Čaršija u Lici
- Enterijer
- Ličanin (portret Mije Aleksića)
- Mrtva priroda sa satom
- Cveće i sat na stolu
- Predeo